# Salvatore Paola Verdura
Ti abbraccio, tuo affettuosissimo Giovanni Verga.»
(Giovanni Verga da Milano, lettera del 16 ottobre 1902)
Salvatore Paola Verdura (Catania, 1837 – Catania, 20 luglio 1916) è stato un avvocato, politico e intellettuale italiano.
Fu noto per essere stato a lungo amico e corrispondente di Giovanni Verga, oltre che suo avvocato di fiducia nella causa di “Cavalleria Rusticana”, contro Pietro Mascagni ed Edoardo Sonzogno.
L'avvocato Verdura prese anche le istanze di Nunzio Nasi, accusato di peculato, contro l'allora presidente del Consiglio Giovanni Giolitti.
Più volte assessore e consigliere comunale della sua città natale, fu presidente della commissione per la costruzione della Ferrovia Circumetnea.

## Biografia
Nato e cresciuto a Catania, ottenne la licenza di procuratore a ventun anni, nel 1858, anno in cui si schierò a favore della seconda guerra d’indipendenza contro l'Impero austro-ungarico.
Nel giugno 1860 fu invece a Palermo prendendo parte ad una manifestazione unitaria organizzata da Giorgio Tamajo, mentre in seguito ricoprì l'incarico di segretario in una delle commissioni del plebiscito. 
Conseguì il 26 gennaio 1861 la laurea in giurisprudenza, che gli consentì di intraprendere la carriera forense sotto la guida del giurista Filadelfio Faro: esercitò la sua professione in modo tanto esemplare che fu poi definito "il primo avvocato d'Italia" da parte di Emanuele Gianturco, illustre giurista e politico di quegli anni.
A seguito della legge dell’8 gennaio 1874, regolante le professioni di avvocato e procuratore, gli avvocati catanesi nominarono un proprio consiglio: il Paola Verdura ne fu uno dei quindici componenti.
Nel 1910 fu poi eletto presidente dell’Ordine, mantenendo l’incarico fino alla morte avvenuta sei anni dopo. 
Trascorse gli ultimi anni al Circolo Unione della sua città natale, in cui si intratteneva molto di frequente con Giovanni Verga.
E fu proprio costui a dettare la sua epigrafe sulla lapide, collocata presso il cimitero monumentale di Catania: 
(Giovanni Verga)

### Catania e la politica
Paolo Verdura si è speso molto anche per Catania. Il 10 giugno 1860 è nominato componente del Consiglio civico da Vincenzo Tedeschi, governatore del distretto, e sempre rieletto consigliere di Catania fino al 10 agosto 1897.
È stato più volte assessore a partire dal 2 settembre 1874. Alla fine del secolo fu presidente della commissione per la costituzione della Ferrovia Circumetnea, poi effettivamente inaugurata tra il 1895 ed il 1898.

## L'amicizia con Giovanni Verga

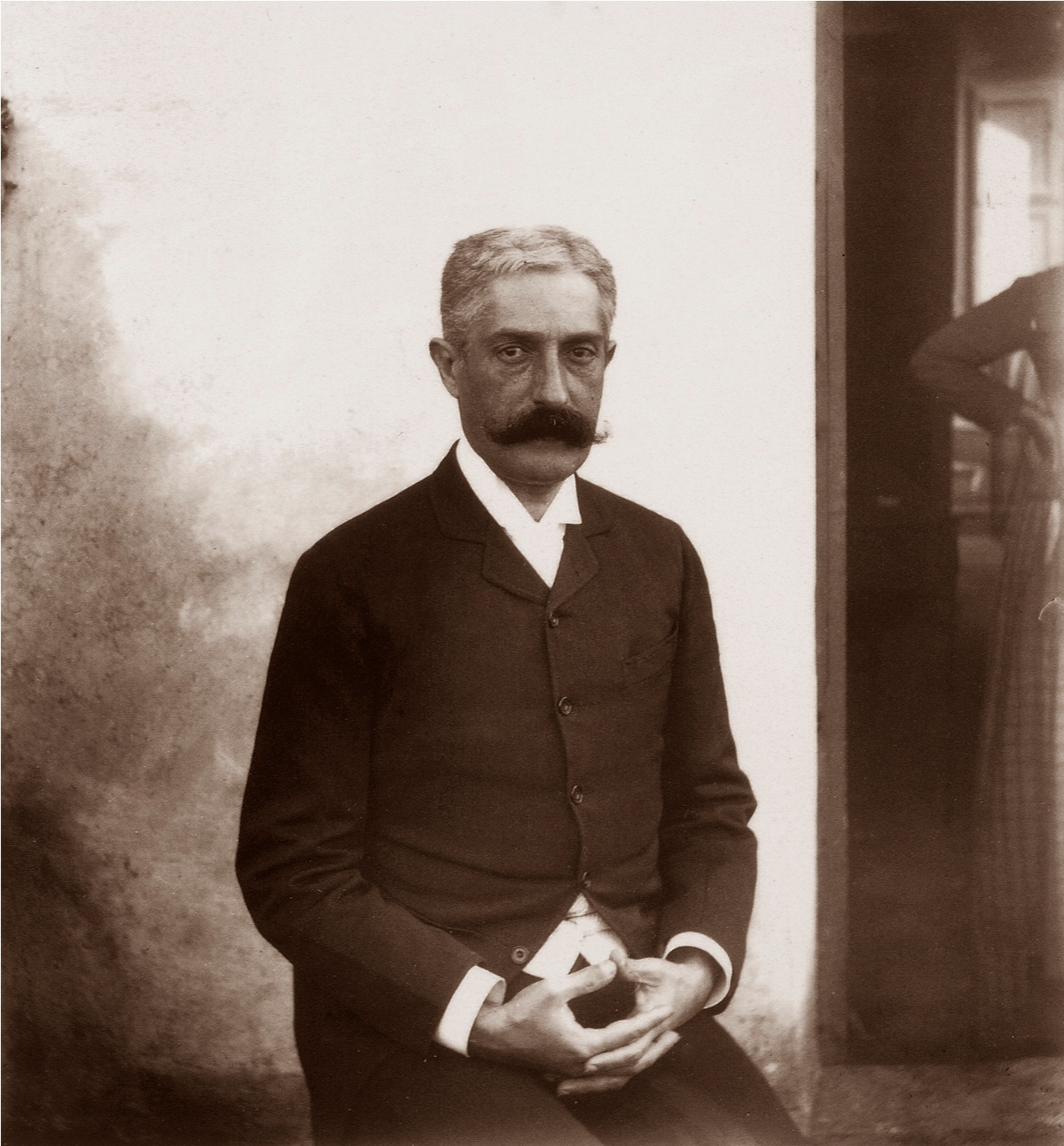
Autoritratto di Giovanni Verga eseguito nel 1887.

### Il "Ciclo della Marea"
(Giovanni Verga al Paolo Verdura da Milano, lettera del 27 maggio 1891)
L’avvocato Paola Verdura fu molto amico dello scrittore catanese Giovanni Verga, che lo ebbe come avvocato di fiducia oltre che stretto confidente: i due furono commilitoni della guardia nazionale nel 1860.
E proprio al Verdura, infatti, fu indirizzata la celebre lettera della 21 aprile 1878, giorno di Pasqua: in tale occasione, per la prima volta, lo scrittore esprime il suo progetto sul ciclo di romanzi dei “Vinti” che inizialmente progettava di chiamare della ‘’Marea”.
L'intera serie avrebbe dovuto avere una matrice comune: la lotta per la sopravvivenza, abbracciando il darwinismo sociale. Chiunque cercasse di progredire sperando in un avanzamento era destinato inevitabilmente alla sconfitta a causa della stessa forza della "Marea" del progresso, da cui prendeva il nome provvisorio il Ciclo. Successivamente, il Ciclo verrà chiamato "dei Vinti" proprio per sottolineare la sconfitta dei personaggi di fronte al progresso. 
Com’è noto, Verga scriverà soltanto i primi due romanzi, denominati rispettivamente “I Malavoglia”, edito nel 1881, e “Mastro-don Gesualdo”, nel 1889. “La duchessa di Leyra”, originariamente intitolato appunto "La duchessa delle Gargantàs", fu completato soltanto per un capitolo e parte del secondo, venendo pubblicato postuma da Federico De Roberto nel 1922.

### La difesa di "Cavalleria rusticana"
(Giovanni Verga da Milano, 22 gennaio 1893)
Tra le cause principali che l'avvocato catanese patrocinò a difesa dell'amico, quella per i diritti d’autore di “Cavalleria rusticana”.
La novella era stata composta da Giovanni Verga nel 1880, pubblicata dall'editore Treves in una raccolta intitolata "Vita dei campi".

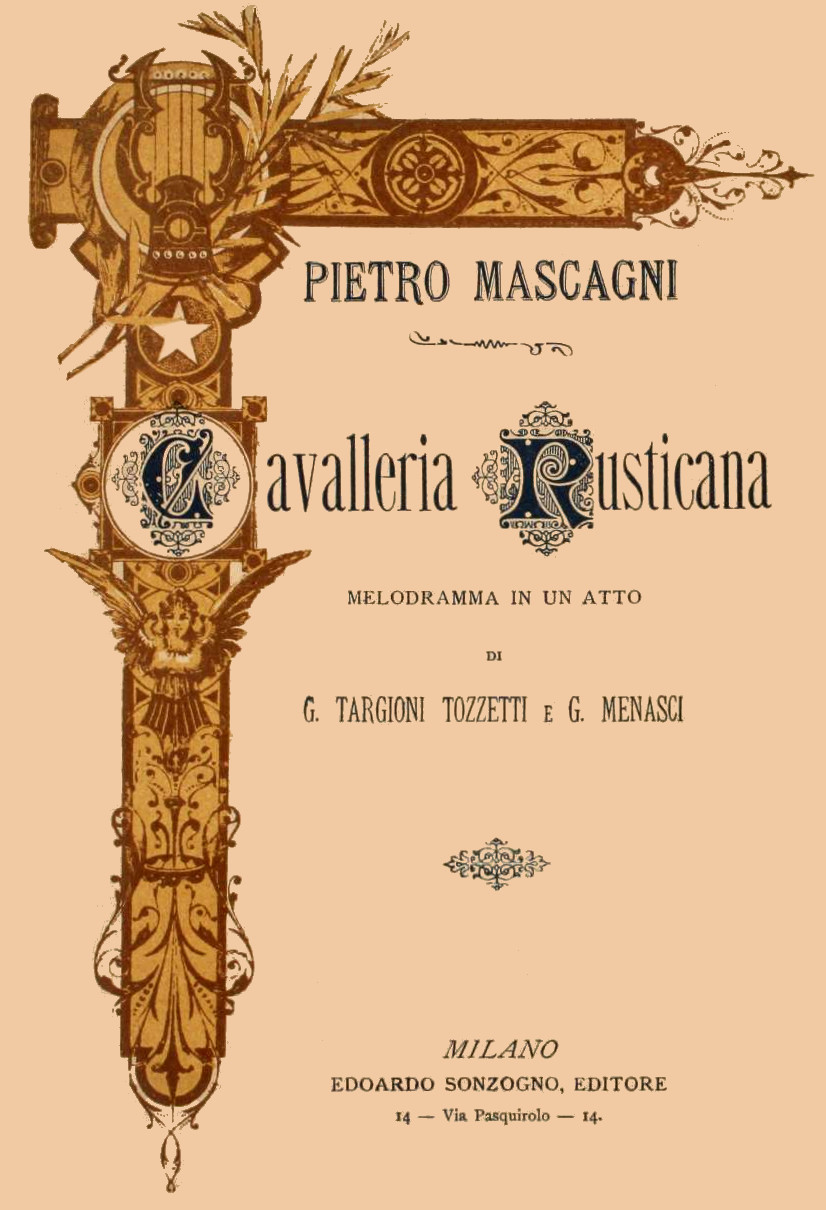
Libretto di "Cavalleria rusticana" del 1906.

Da tale novella trasse ispirazione Giovanni Targioni-Tozzetti coadiuvato da Guido Menasci per la stesura di un libretto, che venne quindi musicato da un ancora ignoto Pietro Mascagni nel 1890, a seguito di un concorso.
La casa editrice di Edoardo Sonzogno, infatti, nel 1888 aveva indetto un concorso per la composizione di un’opera composta da un unico atto: questo fu poi vinto effettivamente dal compositore livornese,  classificatosi primo tra 73 concorrenti. Già al debutto, avvenuto il 17 marzo 1890 presso il Teatro Costanzi di Roma, l’opera riscosse un notevole successo di pubblico e di critica, garantendo da subito una notevole fama a Mascagni.
Verga accolse la notizia con disappunto, sia per non essere stato informato poiché avrebbe potuto contribuire anch’egli al libretto, sia perché il suo nome non figurava nella locandina della prima. 
Nel contempo, Mascagni cedette l’opera all’editore Edoardo Sonzogno il quale la fece rappresentare in vari teatri del mondo, riportando chiaramente sul frontespizio come: “il melodramma è tolto dalle scene popolari del Verga.” 

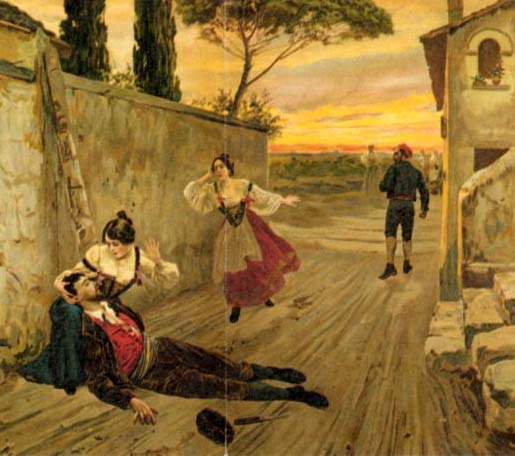
Illustrazione dalla novella "Cavalleria rusticana", circa 1880.

Ma questi, rifiutata la proposta di un indennizzo mensile ed assistito proprio dal Paola Verdura, citò in giudizio Sonzogno e Mascagni presso il Tribunale Civile di Milano affermando che gli spettasse la metà degli utili derivati poiché coautore dell’opera insieme al Mascagni. Nel frattempo, Verga si recò comunque a Francoforte e a Berlino per seguire le rappresentazioni proprio di "Cavalleria rusticana". 
L’avvocato gli consentì di vincere brillantemente il processo, con sentenza promulgata 14 marzo 1891 presso la detta Corte di Appello. Il 22 gennaio 1893, pendente il ricorso stavolta alla Corte di Cassazione torinese, il Sonzogno convinse lo scrittore catanese ad accettare una tantum di 140.000 lire, corrispondenti a circa cinquecentomila euro attuali, con pagamento rateale, consentendogli così di superare i numerosi problemi economici che affliggevano l'intellettuale catanese, il quale non di rado si trovava a domandare prestiti.

## La vicenda Nasi

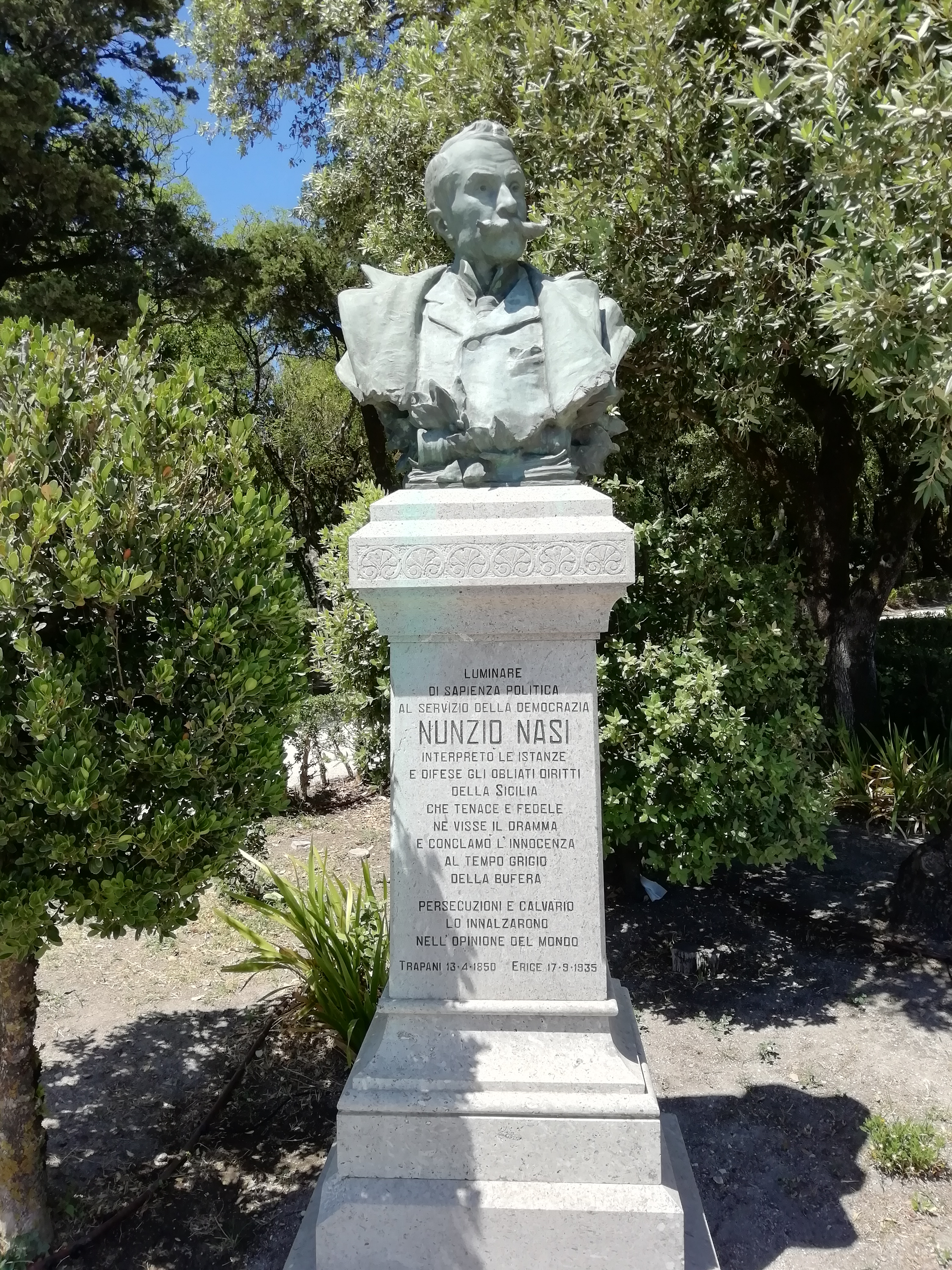
Busto di Nunzio Nasi ad Erice, in Sicilia.

L’avvocato fu tra i difensori del deputato trapanese Nunzio Nasi, in precedenza ministro della pubblica istruzione nonché delle poste e telegrafi. Accusato dal Corriere della Sera e dal socialista Leonida Bissolati di peculato, per aver sottratto fondi dall’Amministrazione scolastica, presto la questione economica si intersecò al piano politico.
Nasi, laico e meridionalista, era infatti fiero oppositore del presidente del Consiglio Giovanni Giolitti. Si diffuse allora l’accusa che costui avesse fatto accusare Nasi per proprio vantaggio, in modo da eliminare ogni possibile rivale alla presidenza del Consiglio: al trapanese fu attribuita di conseguenza l’accusa di peculato, e sottolineò inoltre come il meridionalismo di Nasi fosse in realtà una propensione al separatismo. 
Nasi fuggì in Francia e a Londra, ma dopo il rientro in Italia, avvenuto nel 1907, fu condannato ad undici mesi di reclusione, oltre che interdetto dai pubblici uffici per quattro anni a partire dall’anno successivo.

Decadde anche come parlamentare; ciononostante, i suoi elettori continuarono strenuamente ad votarlo nel Collegio di Trapani seppure le elezioni venissero annullate, nonché a difenderlo con varie rivolte: vennero ad esempio buttati a mare gli stemmi Sabaudi, si intitolarono molte vie cittadine a familiari dello stesso Nasi ed i cittadini non riconobbero a lungo l’autorità statale: ad evidenzia di ciò, la cittadinanza gli rese dono della cosiddetta “Casina Nasi”, come risarcimento dei danni subiti. 

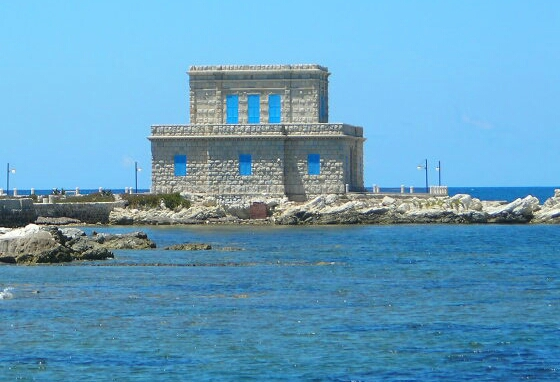
La "Casina Nasi", situata vicino al porto di Trapani.

### Il ruolo di Catania
La solidarietà verso Nasi, tuttavia, fu presente in tutta la Sicilia. I catanesi in particolare si attribuirono la definizione di “nasisti” formando un gruppo molto attivo a difesa del deputato, chiamato “L’azione di Catania”: il 21 aprile 1907 si svolse un comizio dei partiti popolari, mentre il successivo 17 luglio una manifestazione di protesta con oratore l’avvocato Giuseppe Simili. 
L’atto di appello a stampa, presentato verso la fine di gennaio, ebbe come primo difensore proprio il Paola Verdura, seguito da quaranta avvocati catanesi, di cui sette erano docenti universitari.